# Setodes
Setodes är ett släkte av nattsländor. Setodes ingår i familjen långhornssländor.

## Bildgalleri

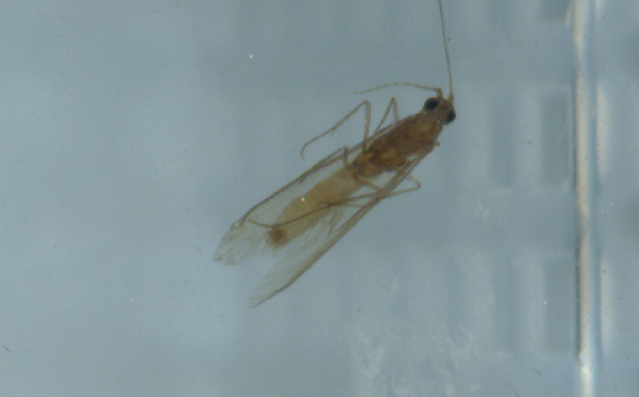

## Dottertaxa tillSetodes, i alfabetisk ordning[1][2]
- Setodes abbreviatus
- Setodes abhichobhita
- Setodes abhirakta
- Setodes abhiramika
- Setodes abhirupa
- Setodes abhrayita
- Setodes acchidra
- Setodes acutus
- Setodes adusita
- Setodes aethiopicus
- Setodes affinis
- Setodes agarhita
- Setodes akalanka
- Setodes akchepana
- Setodes akilbicha
- Setodes akrura
- Setodes akunchita
- Setodes akutila
- Setodes akutsita
- Setodes alalus
- Setodes alampata
- Setodes alukcha
- Setodes amurensis
- Setodes anatolicus
- Setodes ancala
- Setodes antardhana
- Setodes aparimeya
- Setodes apinchanga
- Setodes apitayati
- Setodes arenatus
- Setodes argentatus
- Setodes argentiferus
- Setodes argentiguttatus
- Setodes argentipunctellus
- Setodes argentivarius
- Setodes argentoaureus
- Setodes asadharana
- Setodes asammuaddha
- Setodes atiguna
- Setodes atiloma
- Setodes atipunya
- Setodes atisubhaga
- Setodes atitejas
- Setodes atymanjula
- Setodes atyutkata
- Setodes aureomicans
- Setodes aureonitens
- Setodes baccatus
- Setodes barnardi
- Setodes bhimachringa
- Setodes bispinus
- Setodes bracteatus
- Setodes brevicaudatus
- Setodes bulgaricus
- Setodes carinatus
- Setodes chandrakita
- Setodes chandravarna
- Setodes cheni
- Setodes chlorinus
- Setodes chrysoplitis
- Setodes chubhamyu
- Setodes crossotus
- Setodes curvisetus
- Setodes dantavarna
- Setodes dehensurae
- Setodes dhanavriddha
- Setodes dhanika
- Setodes dissobolus
- Setodes distinctus
- Setodes diversus
- Setodes divyarupa
- Setodes dixiensis
- Setodes drangianicus
- Setodes dundoensis
- Setodes egregius
- Setodes ekachringa
- Setodes ekapita
- Setodes endymion
- Setodes epicampes
- Setodes excisus
- Setodes exposita
- Setodes falcatus
- Setodes flagellatus
- Setodes flavipennis
- Setodes fluvialis
- Setodes fluviovivens
- Setodes forcipatus
- Setodes fragilis
- Setodes furcatulus
- Setodes furcatus
- Setodes gangaja
- Setodes gaurichachringa
- Setodes geminispinus
- Setodes gherni
- Setodes gona
- Setodes guptapara
- Setodes gutika
- Setodes gutivriddha
- Setodes guttatus
- Setodes gyrosus
- Setodes hainanensis
- Setodes himaruna
- Setodes holocercus
- Setodes hungaricus
- Setodes ifugella
- Setodes incertus
- Setodes iris
- Setodes jatisampanna
- Setodes kadrava
- Setodes kalyana
- Setodes kantyamrita
- Setodes kapchajalaja
- Setodes karnyi
- Setodes khechara
- Setodes kimminsi
- Setodes klakahanus
- Setodes kuehbandneri
- Setodes kugleri
- Setodes kumara
- Setodes lamellatus
- Setodes lineatus
- Setodes longicaudatus
- Setodes madhuvarna
- Setodes mahabichu
- Setodes manimekhala
- Setodes manivriddha
- Setodes martini
- Setodes mauktikavriddha
- Setodes meghavarna
- Setodes miloi
- Setodes minutus
- Setodes monicae
- Setodes muglaensis
- Setodes nagarjouna
- Setodes navanita
- Setodes nigroochraceus
- Setodes nirmala
- Setodes niveogrammicus
- Setodes niveolineatus
- Setodes njala
- Setodes nyuna
- Setodes obscurus
- Setodes oligius
- Setodes orthocladus
- Setodes oxapius
- Setodes paghbahani
- Setodes pallidus
- Setodes pandara
- Setodes papuanus
- Setodes paribhuchita
- Setodes parichkrita
- Setodes parilaghu
- Setodes parisamchuddha
- Setodes pellucidulus
- Setodes peniculus
- Setodes platecladus
- Setodes prabhatajalaja
- Setodes pratachandradynti
- Setodes priyadarcha
- Setodes puchkaraja
- Setodes pulcher
- Setodes punctatus
- Setodes puruchringa
- Setodes quadratus
- Setodes reclinatus
- Setodes retinaculus
- Setodes sachrika
- Setodes samphulla
- Setodes samprabhinna
- Setodes sarvapunya
- Setodes satichaya
- Setodes savibhrama
- Setodes schmidi
- Setodes scleroideus
- Setodes shirasensis
- Setodes sinuatus
- Setodes spineus
- Setodes spinosellus
- Setodes squamosus
- Setodes stehri
- Setodes sternalis
- Setodes subhachita
- Setodes sucharu
- Setodes sugdeni
- Setodes supattra
- Setodes sypharus
- Setodes tarpaka
- Setodes tcharurupa
- Setodes tchaturdanta
- Setodes tectorius
- Setodes tejasvin
- Setodes tenuifalcatus
- Setodes terminalis
- Setodes tilakita
- Setodes transvaalensis
- Setodes tridanta
- Setodes trifidus
- Setodes trikantayudha
- Setodes trilobatus
- Setodes uchita
- Setodes uddharcha
- Setodes udghona
- Setodes ujiensis
- Setodes uncinatus
- Setodes urania
- Setodes uttamavarna
- Setodes varians
- Setodes vartianorum
- Setodes venustus
- Setodes vichitrita
- Setodes viridellus
- Setodes viridis
- Setodes vitanka
- Setodes vratachakora
- Setodes yatharupa
- Setodes yunnanensis
- Setodes zerroukii